# Ligue 1 de 2012–13
A Primeira Divisão (chamada de Ligue 1) do Campeonato Francês de Futebol de 2012-13 é uma competição de futebol da França, contando como a 75ª edição da história.

## Regulamento
A Ligue 1 é disputada por 20 clubes em 2 turnos. Em cada turno, todos os times jogam entre si uma única vez. Os jogos do segundo turno serão realizados na mesma ordem no primeiro, apenas com o mando de campo invertido. Não há campeões por turnos, sendo declarado campeão o time que obtiver o maior número de pontos após as 38 rodadas e rebaixados os três com menor número de pontos.
O campeonato dá três vagas à Liga dos Campeões da UEFA e uma à Liga Europa da UEFA.

### Critérios de desempate
Caso haja empate de pontos entre dois clubes, os critérios de desempates serão aplicados na seguinte ordem:
1. Saldo de gols
2. Gols marcados
3. Confronto direto

## Participantes
| Clube                  | Cidade           | Estádio                  | Capacidade |
| ---------------------- | ---------------- | ------------------------ | ---------- |
| Ajaccio                | Ajaccio          | François-Coty            | 10.660     |
| Bastia                 | Bastia           | Armand-Cesari            | 17.600     |
| Bordeaux               | Bordéus          | Jacques C-Delmas         | 35.200     |
| Brestois 29            | Brest            | Francis-Le Blé           | 16.000     |
| Évian                  | Thonon-les-Bains | Parc des Sports d'Annecy | 15.600     |
| Lille                  | Lille            | Lille-Metropole          | 18.185     |
| Lorient                | Lorient          | du Moustoir              | 16.910     |
| Lyon                   | Lyon             | Gerland                  | 41.044     |
| Olympique de Marseille | Marselha         | Vélodrome                | 60.031     |
| Montpellier            | Montpellier      | Stade de la Mosson       | 32.025     |
| Nantes                 | Nantes           | Stade de la Beaujoire    | 37.463     |
| Nice                   | Nice             | Stade du Ray             | 18.696     |
| Paris Saint-Germain    | Paris            | Parc des Princes         | 48.712     |
| Reims                  | Reims            | Auguste-Delaune          | 21.628     |
| Rennes                 | Rennes           | Route de Lorient         | 31.127     |
| Saint-Etienne          | Saint-Etienne    | Geoffroy-Guichard        | 35.616     |
| Sochaux                | Montbéliard      | Auguste Bonal            | 25.200     |
| Toulouse               | Toulouse         | Municipal de Toulouse    | 35.472     |
| Troyes                 | Troyes           | Stade de l'Aube          | 20.842     |
| Valenciennes           | Valenciennes     | Stade Nungesser          | 16.547     |

## Tabela classificativa
Atualizado a 14 de junho de 2013.
| 1 | Paris Saint-Germain    | 83 | 38 | 25 | 8  | 5  | 69 | 23 | +46 |
| 2 | Olympique de Marseille | 71 | 38 | 21 | 8  | 9  | 42 | 36 | +6  |
| 3 | Lyon                   | 67 | 38 | 19 | 10 | 9  | 61 | 38 | +23 |
| 4 | Nice                   | 64 | 38 | 18 | 10 | 10 | 57 | 46 | +11 |
| 5 | Saint-Étienne²         | 63 | 38 | 16 | 15 | 7  | 60 | 32 | +28 |
| 6 | Lille                  | 62 | 38 | 16 | 14 | 8  | 59 | 40 | +19 |
| 7 | Bordeaux¹              | 55 | 38 | 13 | 16 | 9  | 40 | 34 | +6  |
| 8 | Lorient                | 53 | 38 | 14 | 11 | 13 | 57 | 58 | -1  |
| 9 | Montpellier            | 53 | 38 | 14 | 11 | 13 | 57 | 58 | -1  |
| 10 | Toulouse               | 51 | 38 | 13 | 12 | 13 | 49 | 47 | +2  |
| 11 | Valenciennes           | 48 | 38 | 12 | 12 | 14 | 49 | 53 | -4  |
| 12 | Bastia                 | 47 | 38 | 13 | 8  | 17 | 50 | 66 | -16 |
| 13 | Rennes                 | 46 | 38 | 13 | 7  | 18 | 48 | 59 | -11 |
| 14 | Reims                  | 43 | 38 | 10 | 13 | 15 | 33 | 42 | -9  |
| 15 | Sochaux                | 41 | 38 | 10 | 11 | 17 | 41 | 57 | -16 |
| 16 | Évian                  | 40 | 38 | 10 | 10 | 18 | 46 | 53 | -19 |
| 17 | Ajaccio*               | 40 | 38 | 9  | 15 | 14 | 39 | 51 | -12 |
| 18 | Nancy                  | 38 | 38 | 9  | 11 | 18 | 38 | 58 | -20 |
| 19 | Troyes                 | 37 | 38 | 8  | 13 | 17 | 43 | 61 | -18 |
| 20 | Brest                  | 29 | 38 | 8  | 5  | 25 | 32 | 62 | -30 |
| Pts – Pontos ganhos; J – Jogos; V - Vitórias; E - Empates; D - Derrotas; GP – Gols marcados; GC – Gols contra; SG – Saldo de gols; ¹ Bordeaux ganhou uma vaga por vencer a Copa da França 2012-2013. ² Saint-Étienne ganhou uma vaga por vencer a Copa da Liga Francesa 2012-2013. * Clube punido em dois pontos na sequência de incidentes ocorridos no jogo da época passada com o Lyon. |                        |    |    |    |    |    |    |    |     |

|  |                                                                                                   |
|  | Zona de classificação à fase de grupos da Liga dos Campeões da UEFA de 2013-14                    |
|  | Zona de classificação aos play-offs para a fase de grupos da Liga dos Campeões da UEFA de 2013-14 |
|  | Zona de classificação à fase de grupos da Liga Europa da UEFA de 2013-14                          |
|  | Zona de classificação aos play-offs para a fase de grupos da Liga Europa da UEFA de 2013-14       |
|  | Zona de classificação à segunda fase para os play-offs da Liga Europa da UEFA de 2013-14          |
|  | Zona de rebaixamento à Segunda Divisão Francesa de 2013-14                                        |

| Campeão Francês 2012/2013     |
| ----------------------------- |
| Paris Saint-Germain 3º título |

## Artilharia
| # | Jogador         | Equipe              | Gols |
| - | --------------- | ------------------- | ---- |
| 1 | Ibrahimovic     | Paris Saint-Germain | 30   |
| 2 | Aubameyang      | Saint-Étienne       | 19   |
| 2 | Darío Cvitanich | Nice                | 19   |